# Emmanuelle Riva

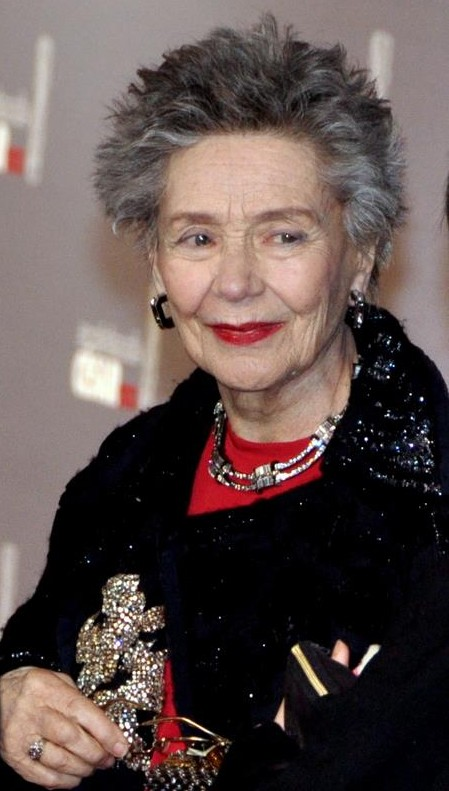
Emmanuelle Riva bei der César-Verleihung 2013

Emmanuelle Riva (* 24. Februar 1927 als Paulette Germaine Riva in Cheniménil, Vosges; † 27. Januar 2017 in Paris) war eine französische Schauspielerin. Neben ihrer erfolgreichen Bühnenkarriere trat sie seit Ende der 1950er-Jahre auch in über 80 Film- und Fernsehrollen, vorwiegend Dramen, in Erscheinung. Erfolg war der feinsinnigen, attraktiven Künstlerin vor allem mit der Darstellung von femininen, gleichwohl intelligenten und zarten Frauenfiguren beschieden. Einem breiten Publikum bekannt wurde sie durch Alain Resnais’ Spielfilm Hiroshima, mon amour (1959). Für Georges Franjus Drama Die Tat der Thérèse D. (1962) erhielt sie den Darstellerpreis der Internationalen Filmfestspiele von Venedig, für Michael Hanekes Spielfilm Liebe (2012) zahlreiche Preise und eine Oscar-Nominierung.

## Biografie

### Ausbildung und erste Theaterarbeit
Emmanuelle Riva wurde 1927 (anderen Angaben zufolge 1932) als Paulette Germaine Riva in Lothringen, im Osten Frankreichs, geboren und wuchs in Remiremont auf. Sie war die einzige Tochter eines Gebäudemalers, dessen Vater ursprünglich aus der italienischen Lombardei stammte. Noch während ihrer Schulzeit schloss sie sich der örtlichen Amateurtheatergruppe Les Grand Jardins an. In Stücken wie Le Chapeau Chinois von Franc-Nohain, Marivaux’ Das Spiel von Liebe und Zufall oder Jean Anouilhs Antigone trat sie erstmals auf und schon bald entwickelte sie eine Leidenschaft für die Schauspielerei. Während eines einwöchigen Aufenthalts bei einer Tante in Paris besuchte sie regelmäßig Theatervorstellungen und kam am Théâtre Sarah-Bernhardt mit Schauspielschülern und deren Lehrer, François Maistre, in Kontakt. Obwohl Maistre sie zu überreden versuchte, in Paris als Schauspielschülerin zu bleiben, und das Theater ihr einen Arbeitsplatz im Nähatelier anbot, kehrte Riva zu ihrer Familie nach Remiremont zurück.
Nach dem Collège – wegen schlechter Leistungen in Mathematik blieben ihr als Schülerin die Cours complémentaires  verwehrt – war sie zwei Jahre lang in einer Näherei beschäftigt. In dieser Zeit begann sie unter schweren Depressionen zu leiden. Nachdem sie in der Zeitung von Aufnahmeprüfungen am Pariser Centre d’Art Dramatique de la rue Blanche gelesen hatte, entschloss sie sich gegen den Willen ihrer Eltern, in die Hauptstadt zu ziehen und eine seriöse Karriere als Schauspielerin anzustreben. Zu alt, um sich für eine Ausbildung am renommierten Conservatoire d’art dramatique zu bewerben, präsentierte sie sich im Frühjahr 1953 am Centre d’Art Dramatique in dem Stück On ne badine pas avec l’amour von Alfred de Musset.
Durch ihre Freundschaft zur Leiterin des Centre d’Art Dramatique gelangte Riva in die Klasse von Maurice Donneaud. „Er (Donneaud) lehrte mich die Einfachheit der Gesten. Meine Qualitäten, selbst die unordentlichen, wurden gefestigt“, so Riva, die auch Unterricht bei Jean Meyer erhielt. Unter Donneaud befürchtete die Schauspielschülerin jedoch, auf Rollen in Tragödien festgelegt zu werden, ehe ein weiterer Lehrer der Schauspielschule, René Dupuy, ihr komödiantisches Talent entdeckte. Dupuy verschaffte ihr eine Rolle in einer Inszenierung von George Bernard Shaws Helden (1954) am Théâtre Gramont. Daraufhin folgten weitere Auftritte in modernen Stücken an verschiedenen Pariser Schauspielhäusern, darunter Henri Bernsteins Espoir (1955), Diego Fabbris Le Seducteur oder Shaws Frau Warrens Beruf (beide 1956). Ihrer Freiheit zuliebe schloss sie sich keinem Theaterensemble fest an. 1957 spielte sie in Jean Racines Tragödie Britannicus am Théâtre du Vieux-Colombier erstmals eine klassische Rolle, ein Jahr später erhielt sie eine Statistenrolle in Denys de La Patellières Spielfilm Die großen Familien (1958).

### Entdeckung durch Alain Resnais

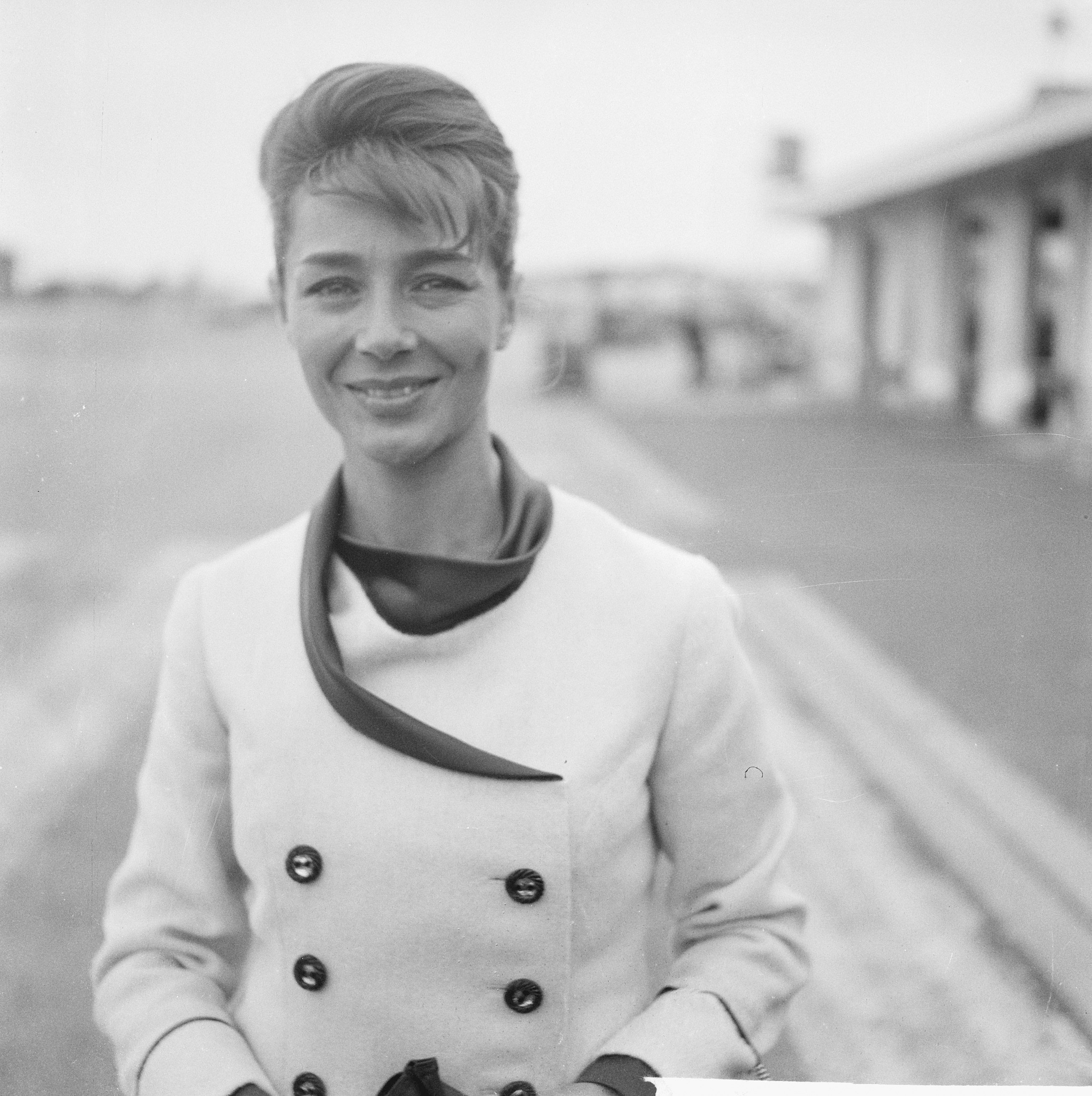
Emmanuelle Riva (1962)

Durch ein Foto, das sie in dem Theaterstück L’Épouvantail (1958) zeigte, wurde der französische Dokumentarfilmer Alain Resnais auf die dunkelhaarige Schauspielerin aufmerksam. Er bedachte sie, auch aufgrund ihres Timbres, mit der weiblichen Hauptrolle in seinem Spielfilmdebüt Hiroshima, mon amour (1959) nach einem Drehbuch von Marguerite Duras. Dem Drama, das über die kurze Liebesbegegnung zwischen einer französischen Filmschauspielerin und einem japanischen Architekten (gespielt von Eiji Okada) in Hiroshima handelt, war bei Publikum und Kritik gleichermaßen Erfolg beschieden. Die blondgefärbte, mit einem hellen Teint versehene Riva wurde für ihre hervorragende Schauspielleistung gelobt, mit der sie „jedem Wort und Phrase Bedeutung und Zärtlichkeit gäbe“. 1960 erhielt sie den Étoile de Cristal als beste französische Darstellerin, dem ein Jahr später eine Nominierung als beste ausländische Schauspielerin für den British Film Academy Award folgte. Dieser wurde jedoch an die US-Amerikanerin Shirley MacLaine (Das Appartement) verliehen.
Jean-Luc Godard sollte Riva später in Anlehnung an ihre Rolle in Hiroshima, mon amour mit „einer Art von 1959er George Sand“ vergleichen, während der Kritiker Jacques Doniol-Valcroze den Erfolg darauf zurückführte, dass die Schauspielerin eine „moderne, erwachsene Frau“ sei, keine „erwachsene Frau“. „Sie ist im Gegenteil sehr kindlich, allein von ihren Impulsen geführt und nicht von ihren Ansichten“, so Doniol-Valcroze. Riva selbst betrachtete die Dreharbeiten rückwirkend als Grenzerfahrung zwischen Fiktion und Realität: „Ich machte nicht länger einen Unterschied zwischen dem Leben des Films und dem realen Leben … Es war mein Leben. Es bedeutete alles. Während der zweimonatigen Dreharbeiten gab ich mich dem total hin. Innerhalb einiger Grenzen selbstverständlich“, so Riva.

### Erfolg mitDie Tat der Thérèse D.und Niedergang der Filmkarriere
Einem internationalen Publikum bekannt geworden galt Emmanuelle Riva fortan als Idealbesetzung für „moderne, selbständige und doch sensible und weiche Frauen von heute“. Dennoch hatte sie fortan Schwierigkeiten, an frühere Erfolge anzuknüpfen: „Im Kino bot man mir Nachahmungen von Resnais’ Film an, im Theater sehr schlechte Stücke“, so Riva. Viele Angebote lehnte die Schauspielerin ab. 1959 folgte eine erneute Zusammenarbeit mit René Dupuy an Tirso de Molinas Theaterstück Le Timide au Palais auf dem Festival von Montauban. 1961 stand Riva in Assisi unter der Regie von Henry Soubeyran in einer Inszenierung von René Clermonts Jeanne d’Arc auf der Bühne.
Im Kino agierte Riva 1960 in Antonio Pietrangelis satirisch gefärbter Komödie Adua und ihre Gefährtinnen, in dem Simone Signoret und Marcello Mastroianni die Hauptrollen bekleideten. Es folgten die Rolle der Konzentrationslagerinsassin Therese in Gillo Pontecorvos Oscar-nominierten Kriegsdrama Kapo neben Susan Strasberg und Laurent Terzieff und die weibliche Titelrolle in Jean-Pierre Melvilles Eva und der Priester, in dem sie als alleinerziehende Mutter im Frankreich der Kriegsjahre durch Jean-Paul Belmondo zum katholischen Glauben zurückfindet.
Einen weiteren Erfolg feierte sie 1962 mit der Titelrolle in Georges Franjus Drama Die Tat der Thérèse D., das sich wie die vorangegangenen Filme Kapo und Eva und der Priester durch eine humanistische Grundaussage auszeichnet. In der romangetreuen Verfilmung nach François Mauriac ist die Schauspielerin als junge und sensible Ehefrau des besitzstolzen Philippe Noiret zu sehen. Diese versucht, nach ihrer Einheirat in eine Landpatrizierfamilie, der provinziellen Atmosphäre kleinbürgerlicher Enge und verbissener Standes- und Familienehre durch den versuchten Mord an ihrem Gatten zu entrinnen. Rivas „schmerzgeplagte Darstellung“ der Thérèse in Franjus im Vergleich zum Roman reduzierter „Klage über den Menschen“ brachte ihr auf den Filmfestspielen von Venedig 1962, wo sie sich gegen so renommierte Schauspielkolleginnen wie Thelma Ritter (Der Gefangene von Alcatraz) oder Shelley Winters (Lolita) durchsetzen konnte, die Coppa Volpi als beste Darstellerin ein. Vier Jahre später war sie unter der Regie von Albert Riéra im französischen Fernsehen erneut als Thérèse zu sehen (La fin de la nuit, 1966).
Nach der Anerkennung in Venedig arbeitete sie 1964 ein zweites Mal mit Franju zusammen an der Jean-Cocteau-Verfilmung Thomas, der Betrüger, in der sie neben Jean Servais als unredliche Pariser Herzogin Krankentransporte im Ersten Weltkrieg organisiert. Die intellektuelle Schauspielerin legte bei ihrer Rollenauswahl Wert auf Qualität; populär, aber zu keiner Zeit ein Glamourstar, entsagte sie häufig allzu glatten Stoffen und war so nur selten im Mainstream-Kino anzutreffen. Ab Mitte der 1960er-Jahre konnte Riva nicht mehr an frühere Erfolge anknüpfen, sie musste sich immer öfter mit Auftritten in schwächeren Filmen zufriedengeben. In den folgenden Jahrzehnten agierte sie regelmäßig in Kino- und ab den 1970er-Jahren zunehmend in Fernsehproduktionen, wurde aber ausnahmslos mit Nebenrollen betraut. Ab den 1980er-Jahren folgte sie auch Rollenangeboten ins Ausland, darunter Marco Bellocchios Drama Die Augen, der Mund (1982). Einem größeren französischen Kinopublikum blieb Riva ab den 1990er-Jahren durch Altersrollen in Erinnerung, so als senile Mutter von Juliette Binoche in Krzysztof Kieślowskis Drei Farben: Blau (1993) oder zusammen mit Micheline Presle als verständnisvolle Tanten von Nathalie Baye in Tonie Marshalls preisgekrönter Komödie Schöne Venus (1999).

### Erfolgreiche Rückkehr auf die Kinoleinwand mitLiebe
Eine weitere Kinohauptrolle wurde Riva erst mit über 80 Jahren angeboten, von dem österreichischen Regisseur Michael Haneke, der sie in seinem Drama Liebe (2012) neben Jean-Louis Trintignant besetzte. Beide Schauspieler hatten Jahrzehnte zuvor bereits in Gianni Puccinis Episodenfilm Io uccido, tu uccidi (1965, Episode La donna che viveva sola) gemeinsam vor der Kamera gestanden. Liebe handelt von einem pensionierten Musikprofessorenpaar aus Paris, dessen Liebe auf die Probe gestellt wird, als die Frau einen Schlaganfall erleidet. Riva verbrachte die Dreharbeiten als einziges Mitglied der Filmcrew ständig in unmittelbarer Nähe der Filmstudios in Épinay-sur-Seine und gab sich auch bereitwillig Nacktaufnahmen hin. Sie habe sich sehr mit der Rolle der Anne identifiziert und während der Dreharbeiten ständig in Kontakt mit der Figur gestanden.

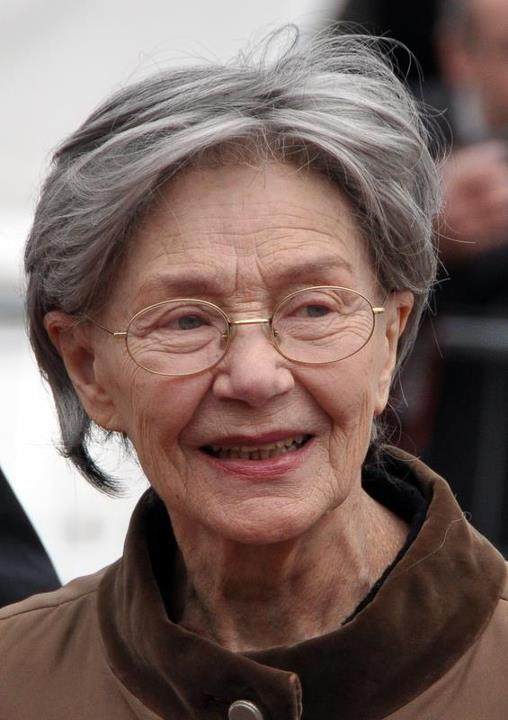
Emmanuelle Riva 2012 bei den 65. Filmfestspielen von Cannes

Liebe wurde 2012 bei den 65. Internationalen Filmfestspielen von Cannes uraufgeführt und dort mit der Goldenen Palme, dem Hauptpreis des Festivals, ausgezeichnet. Jurypräsident Nanni Moretti stellte noch vor Verkündigung des Gewinnerfilms die „fundamentale Beteiligung“ der beiden Hauptdarsteller Trintignant und Riva heraus. Er fügte bei der abschließenden Pressekonferenz der Jury hinzu, dass man Liebe unter anderem auch den Darstellerpreis zuerkannt hätte; dies sei jedoch aufgrund der Richtlinien des Festivals nicht möglich gewesen. Von der französischen Presse wurde Rivas Leistung in der Rolle der Anne als „Wiedererwachen“ der Schauspielerin gefeiert, die später einräumte, dass sie in der Vergangenheit vielleicht „zu anspruchsvoll und unumschränkt“ in der Wahl der Angebote gewesen sei. „Durch Ablehnung fühlen sich die Menschen schließlich verletzt. Am Ende traut sich niemand mehr, ihnen etwas anzubieten. Auf diese Weise entsteht ein Ruf. Sie [die Leute] müssen gedacht haben, ich sei etwas verrückt. Ich wollte etwas anderes machen, in den Text übergehen mit seinen Worten, um auf andere zuzugehen. Vielleicht sollte ich das kommerzielle Kino mehr akzeptieren“, so Riva im Juni 2012. Für ihre Darstellung gewann sie den Europäischen Filmpreis, den British Academy Film Award, den französischen César sowie in den Vereinigten Staaten unter anderem den Los Angeles Film Critics Association Award und National Society of Film Critics Award; außerdem erhielt sie eine Oscar-Nominierung als Beste Hauptdarstellerin. Mit 85 Jahren ist sie die älteste Nominierte in der Geschichte der Oscarverleihungen in dieser Kategorie; sie überbot damit den Rekord der Britin Jessica Tandy (Miss Daisy und ihr Chauffeur), die 1990 im Alter von 80 Jahren für den Preis als beste Hauptdarstellerin schließlich gewann.

### Ausklang der Theaterkarriere und Arbeit als Autorin und Fotografin
Neben der Arbeit für Film und Fernsehen spielte Riva weiterhin Theater. Ab Mitte der 1960er-Jahre wirkte sie in mehreren Aufführungen des Pariser Théâtre National Populaire (TNP) mit, wo sich die nach eigener Einschätzung eher arbeitsscheue Schauspielerin durch den Wechsel, Wiederholungen oder Vertretungen bei Stücken eine vorteilhafte Disziplin aneignete. Sie nähere sich langsam ihren Figuren an: „Ich habe das Gefühl eines Resultates in Richtung der fünfundzwanzigsten oder dreißigsten Vertretung“, so Riva. Vielbeachtet blieb 1966 ihr Auftritt in Harold Pinters Le Retour am Théâtre de Paris, in dem sie an der Seite von Pierre Brasseur und Claude Rich zu sehen war. Für ihre Darstellung in Jacques Audibertis L’Opéra du monde am Pariser Théâtre de Lutèce, an der sie auch an der Regie mitwirkte, wurde Riva mit dem Prix du Syndicat de la critique als beste Theaterschauspielerin der Saison 1965/66 ausgezeichnet.
Noch bis Ende der 1990er-Jahre stand Riva auf der Theaterbühne. Fabelhafte Kritiken erhielt sie 1997 für Jorge Lavellis Inszenierung von José Sanchis Sinisterras Le Siège de Léningrad am Théâtre de la Colline neben Judith Magre. Im Jahr 2000 vertraute ihr Regisseur Jacques Lassalle auf dem Theaterfestival von Avignon in seiner Inszenierung von Euripides Tragödie Medea den auf eine Person reduzierten Chor der korinthischen Frauen an, in der Isabelle Huppert die Titelrolle verkörperte. In der Inszenierung war sie auch 2001 in Paris zu sehen, es war bis 2014 ihr letzter Bühnenauftritt. 2014 gab sie in Marguerite Duras’ Savannah Bay die Großmutter, die mit ihrer Enkelin den 20 Jahre zurückliegenden Kindsbett-Tod ihrer Tochter verarbeitet.
Als Autorin veröffentlichte Emmanuelle Riva, die alleinstehend in Paris lebte, mehrere Gedichtbände. 2009 machte sie durch den Bildband Tu n'as rien vu à Hiroshima als Fotografin auf sich aufmerksam. Das Werk, das 50 Jahre nach den Dreharbeiten zu Hiroshima, mon amour veröffentlicht wurde, zeigt Bilder der Schauspielerin, die kurz vor Beginn des Drehs in Hiroshima entstanden sind und das alltägliche Leben in der japanischen Stadt dokumentieren. Riva bezeichnet sich selbst nicht als Fotografin, dennoch wurden ihre Bilder in Wanderausstellungen in Japan und Frankreich gezeigt.
Emmanuelle Riva starb am 27. Januar 2017 nach langer Krankheit im Alter von 89 Jahren in Paris.

## Theater (Auswahl)

### Schauspielerin
- 1954: Le Héros et le Soldat von George Bernard Shaw (Théâtre Gramont)
- 1955: Espoir von Henri Bernstein (Les Ambassadeurs)
- 1956: Le Seducteur von Diego Fabbri (Théâtre de la Michodière)
- 1956: La profession de Madame Warren von George Bernhard Shaw (Théâtre de l'Athénée)
- 1957: Britannicus von Jean Racine (Théâtre du Vieux-Colombier)
- 1958: L'Épouvantail von Dominique Rolin (Théâtre de l'Œuvre)
- 1959: Le Timide au Palais von Tirso de Molina (Festival de Montauban)
- 1961: Jeanne d’Arc von René Clermont (Assisi)
- 1963: Les Enfants du Soleil von Maxim Gorki (Théâtre national populaire)
- 1964: Zoo von Vercors (Théâtre national populaire)
- 1965: L’Opéra du monde von Jacques Audiberti (Théâtre de Lutèce)
- 1966: Le Retour von Harold Pinter (Théâtre de Paris)
- 1978: Les Derniers von Maxim Gorki (Théâtre de la Ville)
- 1997: Le Siège de Léningrad von José Sanchis Sinisterras (Théâtre de la Colline)
- 2000: Medea von Euripides (Theaterfestival von Avignon)

### Regie
- 1965: L’Opéra du monde (Théâtre de Lutèce)

## Filmografie (Auswahl)
- 1958: Die großen Familien (Les grandes familles)
- 1959: Hiroshima, mon amour (Hiroshima mon amour)
- 1960: Adua und ihre Gefährtinnen (Adua e le compagne)
- 1960: Kapo (Kapò)
- 1961: Eva und der Priester (Léon Morin, prêtre)
- 1962: Die Nacht und die Versuchung (Climats)
- 1962: Die Tat der Thérèse D. (Thérèse Desqueyroux)
- 1963: Stunden der Liebe (Le ore dell'amore)
- 1964: Thomas, der Betrüger (Thomas l'imposteur)
- 1964: Sein größter Dreh (Le gros coup)
- 1965: Der Gnadenstoß (Le coup de grâce)
- 1967: Verleumdung (Les risques du métier)
- 1972: Unternehmen Feuertor (Les portes de feu)
- 1973: Ich werde laufen wie ein verrücktes Pferd (J'irai comme un cheval fou)
- 1982: Die Erbtöchter (Les filles héréditaires)
- 1982: Die Augen, der Mund (Gli occhi, la bocca)
- 1983: Freiheit, die Nacht (Liberté, la nuit)
- 1991: Im Schatten der Golanhöhen (Pour Sacha)
- 1993: Drei Farben: Blau (Trois couleurs: Bleu)
- 1993: Der Schatten des Zweifels (L'ombre du doute)
- 1995: Verschwörung im Dunkeln (A che punto è la notte, TV)
- 1999: Schöne Venus (Vénus beauté (institut))
- 2003: Nicht zu verheiraten (Vert paradis)
- 2005: Venus & Apollon (Vénus & Apollon, Fernsehserie)
- 2006: Mon fils à moi
- 2008: Le Grand Alibi
- 2008: Ein Mann und sein Hund (Un homme et son chien)
- 2009: Je ne dis pas non
- 2011: Familientreffen mit Hindernissen (Le Skylab)
- 2012: Liebe (Amour)
- 2012: Tu honoreras ta mère et ta mère
- 2016: Marie und die Schiffbrüchigen (Marie et les naufragés)
- 2016: Barfuß in Paris (Paris pieds nus)

## Werke
- 1976: Juste derrière le sifflet des trains
- 1982: L'otage du désir
- 2009: Tu n'as rien vu à Hiroshima

## Auszeichnungen
- 1960: Étoile de Cristal für Hiroshima, mon amour (Beste Darstellerin)
- 1961: Nominierung für den British Film Academy Award für Hiroshima, mon amour (Beste ausländische Darstellerin)
- 1962: Darstellerpreis der Filmfestspiele von Venedig für Die Tat der Thérèse D.
- 1964: Diosa de Plata der mexikanischen Filmkritikervereinigung für Die Tat der Thérèse D. (Beste ausländische Darstellerin)
- 1965/66: Kritikerpreis für die beste Theaterschauspielerin des Jahres für L’Opéra du monde (Théâtre de Lutèce)
- 2012: Europäischen Filmpreis für Liebe (Beste Darstellerin)
- 2012: New York Film Critics Online Award für Liebe (Beste Hauptdarstellerin)
- 2012: Boston Society of Film Critics Award für Liebe (Beste Hauptdarstellerin)
- 2012: Los Angeles Film Critics Association Award für Liebe (Beste Hauptdarstellerin)
- 2012: San Francisco Film Critics Circle Award für Liebe (Beste Hauptdarstellerin)
- 2013: National Society of Film Critics Award für Liebe (Beste Hauptdarstellerin)
- 2013: Prix Lumières für Liebe (Beste Darstellerin)
- 2013: London Critics’ Circle Film Award für Liebe (Beste Hauptdarstellerin)
- 2013: British Academy Film Award für Liebe (Beste Hauptdarstellerin)
- 2013: César für Liebe (Beste Hauptdarstellerin)
- 2013: Oscar-Nominierung für Liebe (Beste Hauptdarstellerin)